# Коо-Чаты
Коо-Чаты (кирг. Коо-Чаты) — село в Кара-Кульджинском районе Ошской области Кыргызстана. Входит в состав Кызыл-Жарского айылного аймака.

## География
Село расположено в северо-восточной части области, в высокогорной зоне, на правом берегу реки Кызыл-Булак (бассейн реки Алайку), на расстоянии приблизительно 65 километров (по прямой) к юго-востоку от села Кара-Кульджа, административного центра района.

## Население
Согласно оценочным данным Национального статистического комитета Кыргызской Республики, численность населения села на начало 2023 года составляла 2349 человек.
| год     | 2009 | 2014 | 2015 | 2020 | 2021 | 2023 |
| ------- | ---- | ---- | ---- | ---- | ---- | ---- |
| человек | 2196 | 2193 | 2175 | 2338 | 2342 | 2349 |